# Comuna Bucureșci, Hunedoara
Bucureșci (în maghiară: Bukuresd) este o comună în județul Hunedoara, Transilvania, România, formată din satele Bucureșci (reședința), Curechiu, Merișor, Rovina și Șesuri.

## Demografie
Componența etnică a comunei Bucureșci
     Români (93,54%)
     Alte etnii (0%)
     Necunoscută (6,46%)
Componența confesională a comunei Bucureșci
     Ortodocși (92,06%)
     Alte religii (0,62%)
     Necunoscută (7,32%)
Conform recensământului efectuat în 2021, populația comunei Bucureșci se ridică la 1.284 de locuitori, în scădere față de recensământul anterior din 2011, când fuseseră înregistrați 1.553 de locuitori. Majoritatea locuitorilor sunt români (93,54%), iar pentru 6,46% nu se cunoaște apartenența etnică. Din punct de vedere confesional, majoritatea locuitorilor sunt ortodocși (92,06%), iar pentru 7,32% nu se cunoaște apartenența confesională.

## Politică și administrație
Comuna Bucureșci este administrată de un primar și un consiliu local compus din 9 consilieri. Primarul, Ancuța-Elena Suciu[*], de la Partidul Social Democrat, este în funcție din 1 noiembrie 2024. Începând cu alegerile locale din 2024, consiliul local are următoarea componență pe partide politice:
|  | Partid                    | Consilieri | Componența Consiliului | Componența Consiliului | Componența Consiliului | Componența Consiliului | Componența Consiliului |
|  | ------------------------- | ---------- | ---------------------- | ---------------------- | ---------------------- | ---------------------- | ---------------------- |
|  | Partidul Social Democrat  | 5          |                        |                        |                        |                        |                        |
|  | Partidul Național Liberal | 4          |                        |                        |                        |                        |                        |

## Atracții turistice
- Biserica de lemn "Sfântul Nicolae" din satul Curechiu, construcție secolul al XVIII-lea, monument istoric
- Biserica de lemn "Înălțarea Sfintei Cruci" din satul Rovina, construcție 1780, monument istoric
- Troița din satul Curechiu construită în anul 1784
- Monumentul Eroilor din satul Șesuri
- Moară de apă, satul Curechiu
- Valea Techereului